# 3125 Hay
3125 Hay eller 1982 BJ1 är en asteroid i huvudbältet som upptäcktes den 24 januari 1982 av den amerikanske astronomen Edward L.G. Bowell vid Anderson Mesa Station. Den är uppkallad efter britten William Thompson Hay.
Asteroiden har en diameter på ungefär 15 kilometer.